# Vrapač
Vrapač je národní přírodní rezervace poblíž obce Mladeč v okrese Olomouc. Oblast spravuje AOPK ČR Správa CHKO Litovelské Pomoraví. Chráněné území se rozkládá severovýchodně od Mladče, na jih od řeky Moravy, po obou březích jejího pravého ramene, zvaného Malá voda. Na severozápadě na ně bezprostředně navazuje přírodní rezervace Hejtmanka, jihovýchodním cípem pak sousedí s přírodní památkou Malá Voda.
Důvodem ochrany je přirozený ekosystém lužního lesa v úvalové nivě Moravy, jakož i ochrana všech vlastností tohoto velkého vodního toku a jeho nivy.

## Fotogalerie

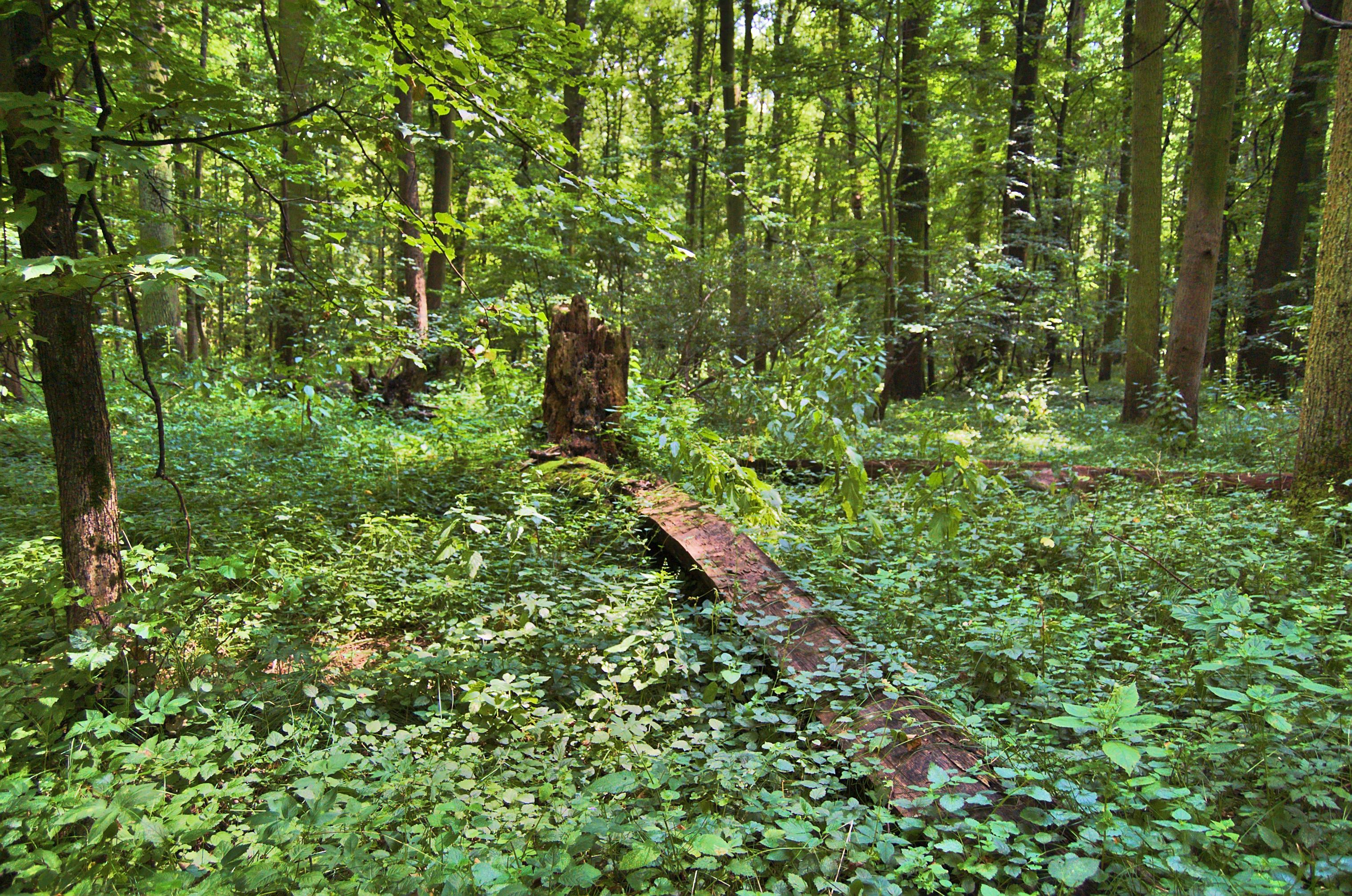
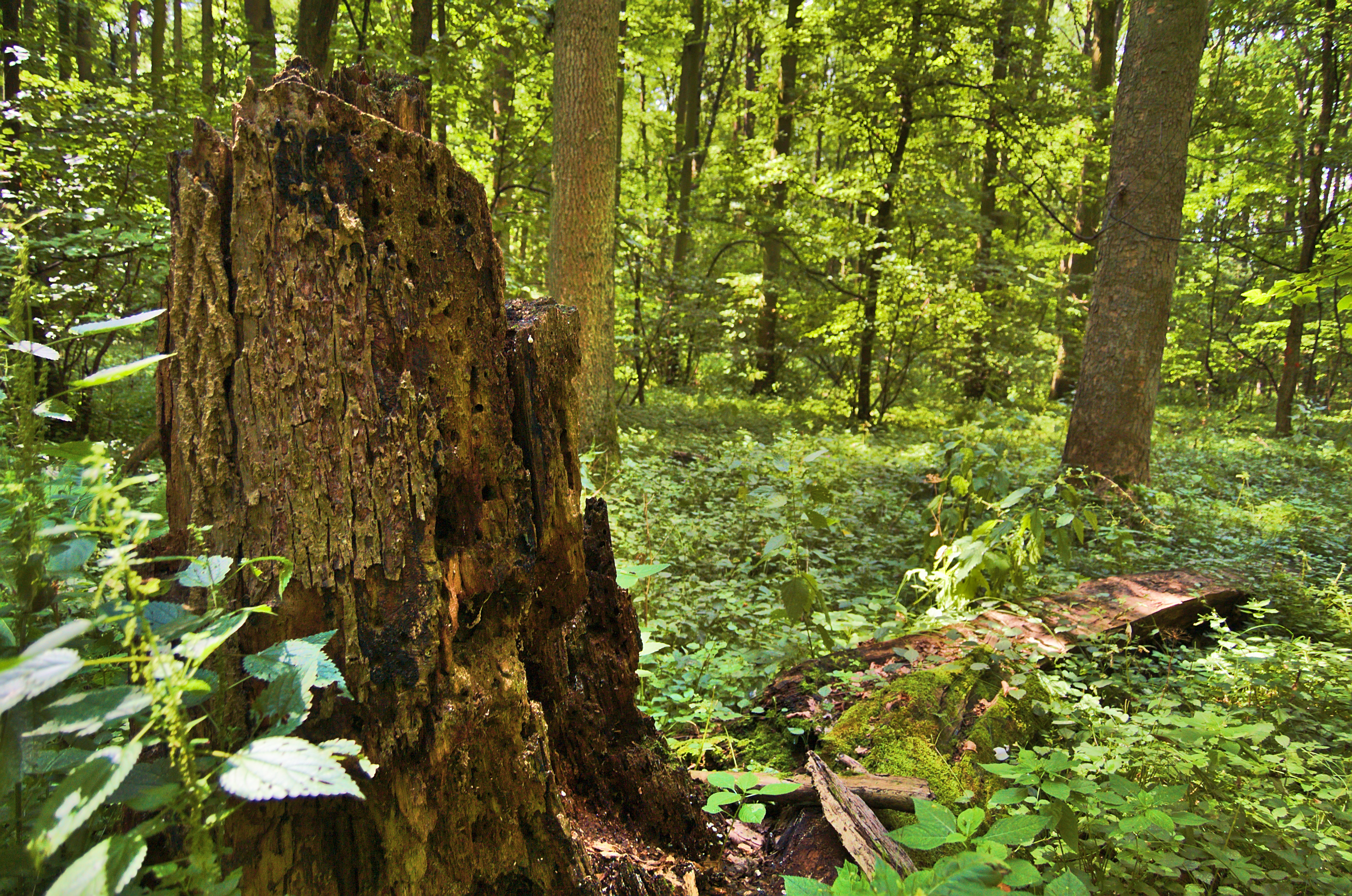
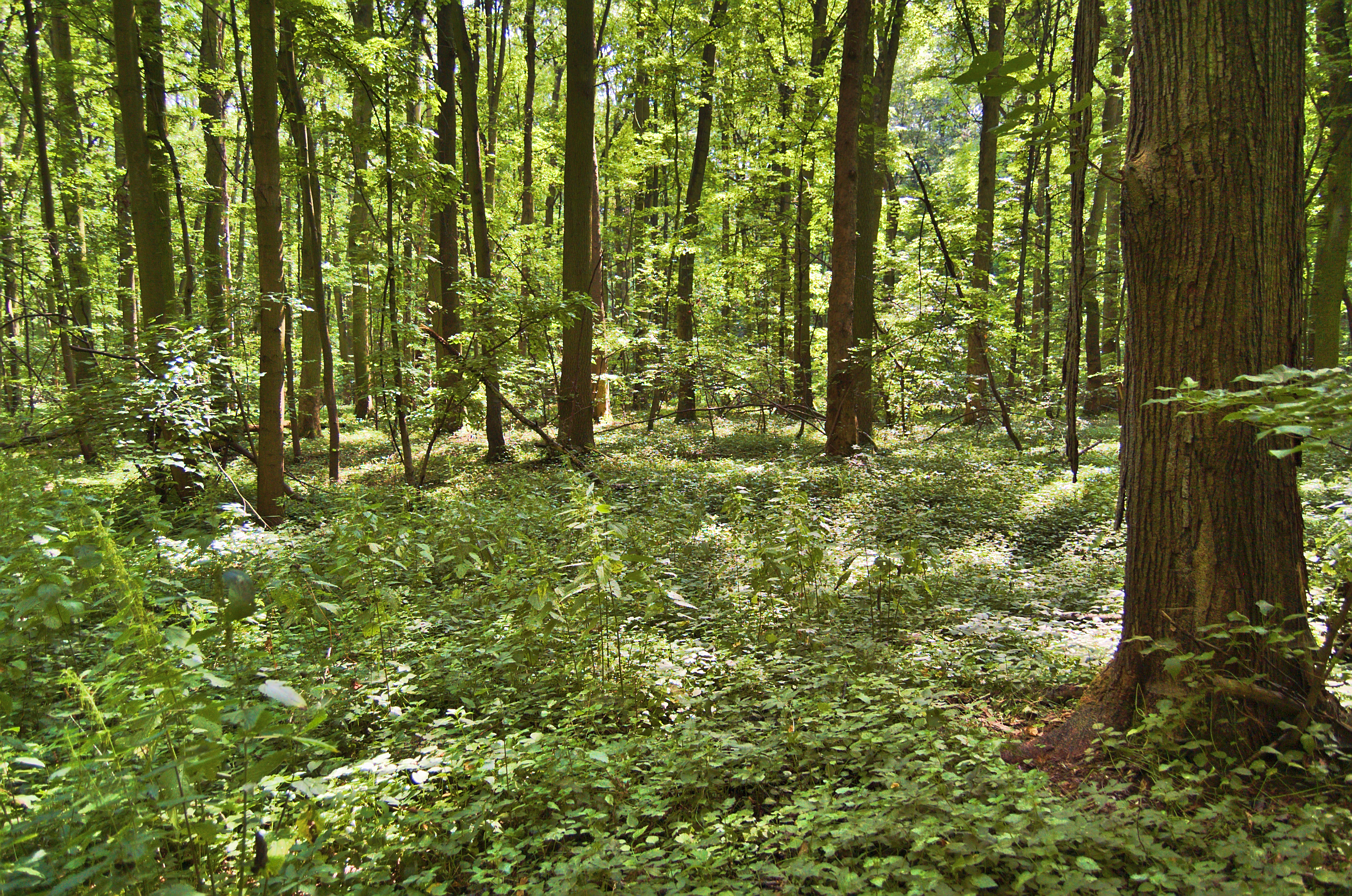
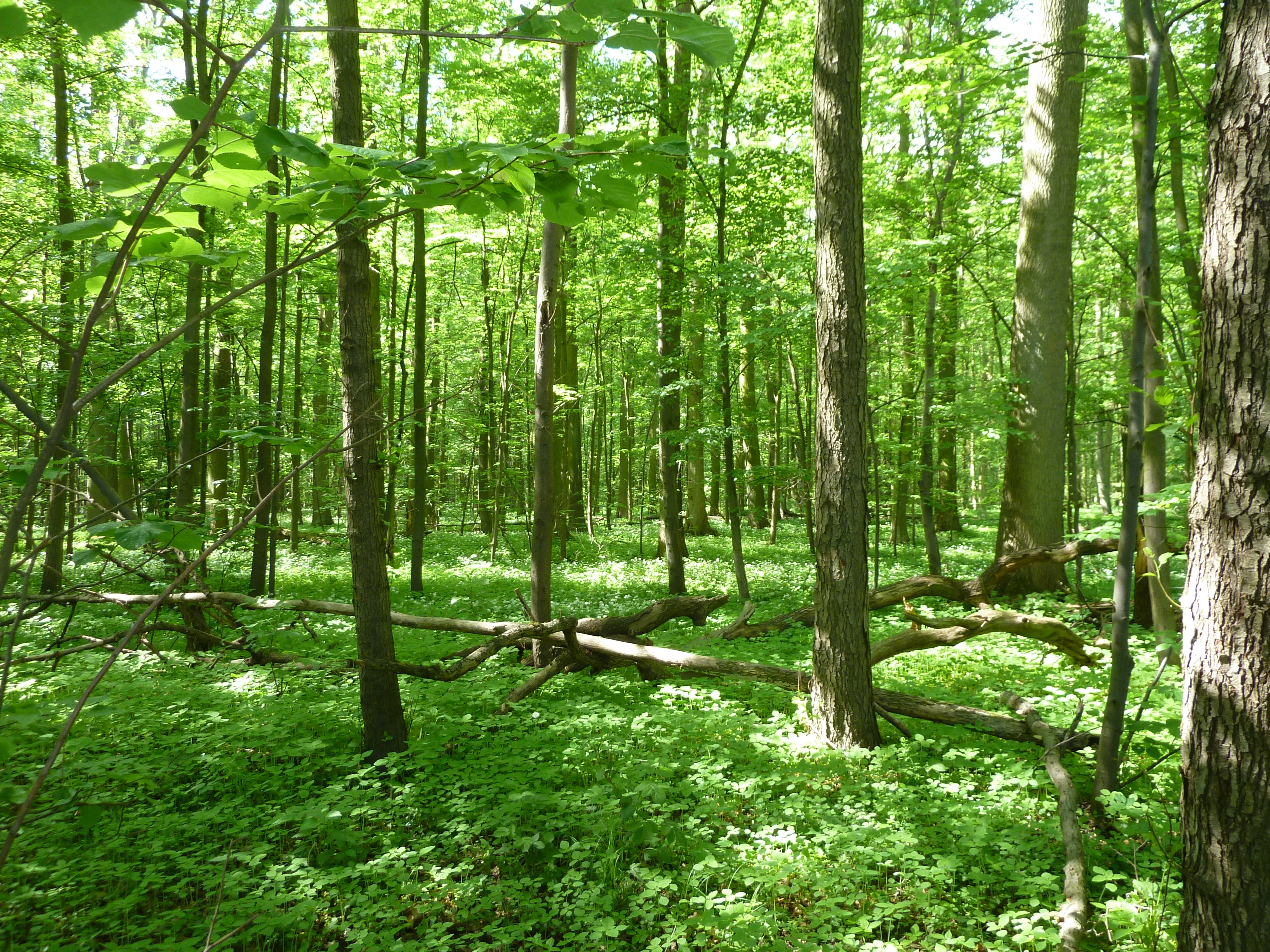